# Anabar (okrug)
Anabar je okrug u otočnoj državi Nauru na sjeveroistoku otoka. Graniči s okruzima Ewa i Baiti na jugozapadu, s Anetanom na zapadu, s Ijuwom na jugoistoku i s Anibareom na jugu. Na njemu postoji protestantska kapelica. Okrug Anabar je dio istoimenog izbornog okruga Anabar. 
Anabar je ime dobio po istoimenom povijesnom selu, prema Paulu Hambruchu, ime znači "mali svijet" ili "tvrd kao stijena".

### Povijesna sela
Do 1968. današnji teritorij okruga bilo je područje gdje se nalazilo 15 povijesnih sela.
| Povijesna sela Anabara |
| ---------------------- |
| Adibor                 |
| Aeibur                 |
| Anabar                 |
| Araro                  |
| Areb                   |
| Atebar                 |
| Atibuyinor             |
| Atowong                |
| Bagetareor             |
| Bodeadi                |
| Eaterieri              |
| Imweteyung             |
| Wereda                 |
| Yaterangia             |
| Yuwinengin             |